# Fabrício Boliveira
Genisson Fabrício Boliveira Pereira, mais conhecido como Fabrício Boliveira (Salvador, 26 de abril de 1982), é um ator brasileiro.

## Biografia
De uma família classe média, Fabrício Boliveira cresceu no bairro da Vila Laura, em Salvador, ao lado da mãe, pai e dois irmãos. Desde criança, Fabrício frequentava teatros e sua mãe tinha feito teatro também. Quando adolescente, fez um curso de teatro no Solar Boa Vista, por 2 anos, em Salvador. Ainda estudando, participou de um festival de cinema, onde atuou e ajudou a roteirizar e dirigir.

## Carreira
O primeiro trabalho artístico profissional de Fabrício Boliveira foi na peça baiana Capitães da Areia, produção da Companhia Baiana de Patifaria, dirigida por Lelo Filho e Fernanda Paquelet em 2002, quando ainda era estudante da UFBA. Na adaptação teatral do romance de Jorge Amado, o ator deu vida a João Grande, o segundo na hierarquia da gangue de rua liderada por Pedro Bala. Vista por cerca de 40 mil pessoas, em duas temporadas em Salvador e viagens pelo interior e por outros estados, o espetáculo ofereceu o terreno fértil para o começo de Fabrício Boliveira. Além de Capitães da Areia, Fabrício Boliveira esteve no elenco das peças A Invasão (2004); A Farsa da Boa Preguiça (2004).; Cinderela Black Power e Antonio, Meu Santo. No cinema, além de alguns curtas, Fabrício participou do longa A Máquina, de João Falcão. Entre 2003 e 2005 foi apresentador do programa Tô Chegando do governo da Bahia.
Em 2004, atuou em O Bêbado em Cama Alheia, do Polo de Teledramaturgia da Bahia (Pote). A paixão do ator pela televisão veio da publicidade. Bem antes de se tornar ator profissional, Fabrício Boliveira pôde ser visto na Bahia fazendo várias campanhas publicitárias, seja para produtos, eventos, políticos e governos.A estreia de Fabrício Boliveira na televisão foi em 2006, com o escravo Bastião, de Sinhá Moça (2006), que chamou atenção pelo tom de dissimulação do personagem e pela desenvoltura do novato no vídeo. Pelo papel, ganhou o Prêmio Contigo de ator revelação em 2007. O ator, que tinha terminado há pouco tempo o curso de Interpretação na Escola de Teatro da UFBA, havia se cadastrado no banco de atores da emissora (Rede Globo). Depois, participou de um episódio da série Cidade dos Homens e fez o Saci no Sítio do Picapau Amarelo.
Em 2008, o ator participa da novela A Favorita, da Rede Globo. No final de 2009, atuou na peça Quebramar, de Tarcísio Lara Puiati, com Letícia Cannavale e Brisa Caleri, com direção de Renato Farias. Fabrício Boliveira está no elenco do filme 400 contra 1 que estreou em agosto de 2010. Em Faroeste Caboclo, a adaptação ao cinema da música da Legião Urbana, Fabrício Boliveira faz o protagonista João de Santo Cristo, junto de Ísis Valverde que vive Maria Lúcia e Felipe Abib como Jeremias. A saga retratada na música foi escrita por Renato Russo em 1979, apesar de ter sido incluída apenas no álbum de 1987 da Legião, Que País É Este. Faroeste Caboclo acompanha a história de João de Santo Cristo, que sai de Salvador e vai para Brasília, onde começa a traficar drogas. Em Brasília, ele se apaixona por Maria Lucia e se envolve em uma disputa com Jeremias, outro traficante; posteriormente, Boliveira reprisou o papel em Eduardo e Mônica, filme de 2022.
Em 2018, atua na novela das 21h da Rede Globo, Segundo Sol, como o ambicioso Roberval dos Santos, que depois de uma passagem de tempo na novela, volta pra Salvador, como um empresário bem-sucedido para se vingar da família Athayde. Paralelamente, pode ser visto nas telonas, ele rodou os longas A Miragem, interpretou o cantor Wilson Simonal, foi pra MG, rodar o longa Além do Homem. Nos anos seguintes, fez uma participação nos primeiros capítulos de Amor de Mãe e integrou o elenco do especial Falas Negras.
Voltou às novelas em 2024 como Jão, cobrador de ônibus formado em Administração e seu primeiro protagonista televisivo, na trama das 19h Volta Por Cima, escrita por Cláudia Souto; par romântico de Madá (Jéssica Ellen), Jão é revelado como herdeiro da Viação Formosa, empresa onde se passa boa parte da trama, ao descobrir ser filho de seu chefe, Edson (Aílton Graça). 

## Vida pessoal
Fabrício passou por um drama pessoal em 2012. Priscila Boliveira, sua irmã, morreu ao cair de um parapente na Praia de São Conrado, no Rio de Janeiro. As investigações iniciais apontaram negligência do instrutor responsável pela prática pois Priscila não usava as travas de segurança durante o voo.

## Filmografia

### Televisão
| Ano     | Título                    | Personagem                   | Notas                                 |
| ------- | ------------------------- | ---------------------------- | ------------------------------------- |
| 2003–05 | Tô Chegando               | Apresentador                 |                                       |
| 2005    | Cidade dos Homens         | Renato (Cabeça)              | Episódio: "A Fila"                    |
| 2006    | Sinhá Moça                | Sebastião da Silva (Bastião) |                                       |
| 2007    | Sítio do Picapau Amarelo  | Saci Pererê                  | Temporada 7                           |
| 2008–09 | A Favorita                | Eduardo Rosa (Didu)          |                                       |
| 2009    | Viver a Vida              | Titi                         | Episódio: "18 de novembro"            |
| 2010    | Tempos Modernos           | Nabuco Mota                  |                                       |
| 2011    | Força-Tarefa              | Túlio                        |                                       |
| 2012    | Suburbia                  | Cleiton                      |                                       |
| 2014    | As Canalhas               | Miguel                       | Episódio: "Natália, a Recém Separada" |
| 2014    | Boogie Oogie              | Tadeu Marques dos Santos     |                                       |
| 2016    | Nada Será Como Antes      | Péricles Gonçalves           |                                       |
| 2017    | Treze Dias Longe do Sol   | Capitão Marco Antônio        |                                       |
| 2018    | Segundo Sol               | Roberval dos Santos Athayde  |                                       |
| 2019    | Amor de Mãe               | Paulo                        | Episódios: "25–26 de novembro"        |
| 2019    | Juntos a Magia Acontece   | André Santos                 | Especial de fim de ano                |
| 2020    | Falas Negras              | Olaudah Equiano              | Especial da consciência Negra         |
| 2021    | Juntos a Magia Acontece 2 | André Santos                 | Especial de fim de ano                |
| 2024–25 | Volta por Cima            | Jorge Corrêa Bacelar (Jão)   |                                       |

### Cinema
| Ano  | Título                     | Personagem           | Notas                 |
| ---- | -------------------------- | -------------------- | --------------------- |
| 2005 | A Máquina                  | Valdene (jovem)      |                       |
| 2009 | 400 contra 1               | Cavanha              |                       |
| 2010 | Depois                     | X                    | Curta-metragem        |
| 2010 | Tropa de Elite 2           | Roberto (Marreco)    |                       |
| 2013 | Personal Vivator           | Rutger Roy Scott     | Curta-metragem        |
| 2013 | Faroeste Caboclo           | João de Santo Cristo |                       |
| 2014 | Trinta                     | Calça Larga          |                       |
| 2015 | Operações Especiais        | Décio                |                       |
| 2015 | Nise: O Coração da Loucura | Fernando Diniz       |                       |
| 2017 | Vazante                    | Jeremias             |                       |
| 2018 | Tungstênio                 | Richard              |                       |
| 2018 | Tropykaos                  | Josué                |                       |
| 2018 | Além do Homem              | Tião                 |                       |
| 2019 | Simonal                    | Wilson Simonal       |                       |
| 2019 | Breve Miragem de Sol       | Paulo                |                       |
| 2022 | Eduardo e Mônica           | João de Santo Cristo | Participação especial |
| 2023 | Amores Pandêmicos          | Denis                |                       |

## Teatro
| Ano  | Título                  | Personagem   |
| ---- | ----------------------- | ------------ |
| 2002 | Capitães da Areia       | João Grande  |
| 2004 | O Bêbado em Cama Alheia |              |
| 2004 | A Invasão               |              |
| 2004 | A Farsa da Boa Preguiça |              |
| 2005 | Cinderela Black Power   |              |
| 2007 | Antônio de Chica        | Neném        |
| 2009 | Quebramar               |              |
| 2013 | Philodendrus            | Cientista    |
| 2014 | Almirante Negro         | João Cândido |

## Prêmios e indicações
| Ano  | Premiação                                                        | Categoria                               | Nomeações                  | Resultado |
| ---- | ---------------------------------------------------------------- | --------------------------------------- | -------------------------- | --------- |
| 2007 | Prêmio Contigo! de TV                                            | Melhor Ator Revelação                   | Sinhá Moça                 | Venceu    |
| 2008 | Troféu Raça Negra                                                | Revelação do Ano                        | A Favorita                 | Venceu    |
| 2013 | Prêmio Contigo! de TV                                            | Melhor Ator de Série ou Minissérie      | Suburbia                   | Indicado  |
| 2013 | Festival de Cinema de Natal                                      | Melhor Ator                             | Faroeste Caboclo           | Indicado  |
| 2013 | Festival de Cinema de Natal                                      | Menção Honrosa (prêmio do júri)         | Faroeste Caboclo           | Venceu    |
| 2013 | Prêmio Quem de Cinema                                            | Melhor Ator de Cinema                   | Faroeste Caboclo           | Indicado  |
| 2014 | Grande Prêmio do Cinema Brasileiro                               | Melhor Ator                             | Faroeste Caboclo           | Venceu    |
| 2014 | Festival Internacional de Cinema de Bratislava                   | Melhor Ator                             | Faroeste Caboclo           | Venceu    |
| 2014 | Prêmio Guarani de Cinema Brasileiro                              | Melhor Ator                             | Faroeste Caboclo           | Indicado  |
| 2015 | Festival Internacional de Cinema do Rio                          | Melhor Ator Coadjuvante                 | Nise: O Coração da Loucura | Indicado  |
| 2017 | Prêmio Guarani de Cinema Brasileiro                              | Melhor Ator Coadjuvante                 | Nise: O Coração da Loucura | Indicado  |
| 2018 | Melhores do Ano                                                  | Melhor Ator Coadjuvante                 | Segundo Sol                | Indicado  |
| 2018 | Prêmio Contigo! de TV                                            | Melhor Ator Coadjuvante                 | Segundo Sol                | Indicado  |
| 2018 | Prêmio The Brazilian Critic                                      | Melhor Ator Coadjuvante em Telenovela   | Segundo Sol                | Indicado  |
| 2018 | Prêmio Extra de Televisão                                        | Melhor Ator Coadjuvante                 | Segundo Sol                | Indicado  |
| 2018 | Melhores do Ano NaTelinha                                        | Melhor Coadjuvante                      | Segundo Sol                | Indicado  |
| 2018 | Prêmio F5                                                        | Melhor Ator                             | Segundo Sol                | Venceu    |
| 2018 | Prêmio Area Vip                                                  | Personagem do Ano                       | Segundo Sol                | Indicado  |
| 2018 | Fest Aruanda do Audiovisual Brasileiro                           | Melhor Ator de Longa-metragem           | Simonal                    | Venceu    |
| 2018 | Grande Prêmio do Cinema Brasileiro                               | Melhor Ator Coadjuvante                 | Vazante                    | Indicado  |
| 2019 | CinEuphoria Awards                                               | Melhor Elenco (competição nacional)     | Vazante                    | Indicado  |
| 2019 | Festival Internacional de Cinema do Rio                          | Melhor Ator                             | Breve Miragem de Sol       | Venceu    |
| 2019 | Prêmio Sim à Igualdade Racial                                    | Arte em Movimento                       | Simonal                    | Indicado  |
| 2019 | Brazilian Film Festival of Miami                                 | Melhor Ator                             | Simonal                    | Venceu    |
| 2020 | Grande Prêmio Brasileiro de Cinema                               | Melhor Ator                             | Simonal                    | Venceu    |
| 2020 | Prêmio Guarani de Cinema Brasileiro                              | Melhor Ator                             | Simonal                    | Indicado  |
| 2020 | Festival Sesc Melhores Filmes                                    | Melhor Ator Nacional                    | Simonal                    | Indicado  |
| 2021 | Prêmio Guarani de Cinema Brasileiro                              | Melhor Ator                             | Breve Miragem de Sol       | Indicado  |
| 2021 | Festival Internacional do Novo Cinema Latino-Americano de Havana | Melhor Ator                             | Breve Miragem de Sol       | Venceu    |
| 2022 | Cinefantasy - Festival Internacional de Cinema Fantástico        | Melhor Ator de Longa-metragem           | Mugunzá                    | Venceu    |
| 2024 | Mostra de Cinema de Fama                                         | Representatividade no Cinema Brasileiro | Homenagem                  | Venceu    |
| 2024 | Prêmio Ubuntu Potências Negras                                   | Cenas Pretas (Ator)                     | Volta por Cima             | Venceu    |
| 2024 | Melhores do Ano - Duh Secco                                      | Melhor Ator                             | Volta por Cima             | Venceu    |
| 2025 | SEC Awards                                                       | Melhor Ator em Novela                   | Volta por Cima             | Pendente  |